# Nicolas Vogondy
Nicolas Vogondy (Blois, 8 augustus 1977) is een Frans voormalig wielrenner. Zijn opvallendste wapenfeit was het Frans kampioenschap op de weg in 2002. Tevens werd Vogondy dat jaar in de Ronde van Frankrijk 19e in het eindklassement en tweede in het jongerenklassement achter Ivan Basso. Zes jaar later, in 2008, werd hij opnieuw Frans kampioen.

## Belangrijkste overwinningen
1997
3e etappe Ronde van Normandië
1999
4e etappe Omloop van Lotharingen
2002
 Frans kampioen op de weg, Elite
6e etappe Omloop van Lotharingen
Winnaar Polynormande
2003
Winnaar Grote Prijs van Plumelec
3e etappe Ronde van de Limousin
2004
5e etappe Regio-Tour
2005"
1e etappe Route du Sud
2006
5e etappe Ronde van Poitou-Charentes
2007
Eindklassement Boucles de la Mayenne
2008
 Frans kampioen op de weg, Elite
2010
4e etappe Critérium du Dauphiné
 Frans kampioen tijdrijden, Elite

## Resultaten in voornaamste wedstrijden
| Jaar | Ronde van Italië | Ronde van Frankrijk | Ronde van Spanje |
| ---- | ---------------- | ------------------- | ---------------- |
| 1998 |                  |                     |                  |
| 2000 | 84e              |                     |                  |
| 2001 |                  | 89e                 |                  |
| 2002 |                  | 19e                 |                  |
| 2003 |                  | 117e                |                  |
| 2004 | 81e              |                     |                  |
| 2005 |                  |                     | 63e              |
| 2006 | 44e              |                     |                  |
| 2007 |                  | 92e                 |                  |
| 2008 |                  | 64e                 |                  |
| 2009 |                  | 68e                 |                  |
| 2010 |                  | 88e                 | opgave           |
| 2013 |                  |                     |                  |

| Jaar | Gent-Wevelgem | Amstel Gold Race | Luik-Bast.‑Luik | Ronde van Lombardije | Waalse Pijl |  | WK op de weg |  | Wereldranglijsten |
| ---- | ------------- | ---------------- | --------------- | -------------------- | ----------- |  | ------------ |  | ----------------- |
| 1998 | 71e           |                  |                 |                      |             |  |              |  |                   |
| 2000 |               |                  |                 |                      |             |  |              |  |                   |
| 2001 |               |                  |                 |                      |             |  |              |  |                   |
| 2002 |               |                  |                 |                      |             |  | 132e         |  |                   |
| 2003 |               |                  | 88e             |                      |             |  |              |  |                   |
| 2004 |               |                  | 119e            |                      | 110e        |  | 48e          |  |                   |
| 2005 |               |                  | 105e            | 55e                  | 121e        |  |              |  |                   |
| 2006 |               |                  |                 | 44e                  | 144e        |  |              |  |                   |
| 2007 |               |                  | 106e            |                      |             |  |              |  |                   |
| 2008 |               |                  |                 |                      |             |  | 52e          |  |                   |
| 2009 |               |                  | 75e             |                      |             |  |              |  |                   |
| 2010 |               |                  |                 |                      |             |  |              |  | 93e (UWK)         |
| 2013 |               | 98e              | 119e            |                      | 142e        |  |              |  |                   |